# مصفاة رابغ
مصفاة رابغ هي مصفاة بترول تابعة لشركة أرامكو السعودية وشركة سوميتومو، تقع في مدينة رابغ. بطاقة تكرير تبلغ 400 ألف برميل يومياً، (64000 م3 / يومياً).